# Shënkoll
Shënkoll es una ciudad en Albania se encuentra en el distrito de Lezhë (Lezhë prefectura) de 13.102 habitantes (datos de 2011). Además, la ubicación de Tale y Tale 2 son dos zonas de baño pequeños en el mundo en desarrollo.

## Geografía
Shënkoll se encuentra en el norte de Albania, en el distrito de Lezhë, ubicado en la zona costera al norte de río Mat al oeste con vistas a la  mar Adriático. Es 48,3 kilómetros de distancia de la capital Tirana. 

## Política
El alcalde es Fran Frrokaj (PD). Al este de la ciudad pasa por la carretera SH1 que conecta la parte central del norte con el de la Albania. Entre Shënkoll y Mat es una prisión.

## Demografía
El municipio tiene 13.102 habitantes (2011). 

## Cultura
Shënkoll traducido al italiano significa St. Nicola. 

## Deportes
El equipo de fútbol de Shënkoll es el FK Shënkolli, que juega en la segunda categoría.

## Localidades cercanas
- Shenkoll
- Rrilë
- Tale
- Tale 1
- Tale 2
- Barbullojë
- Grykë Lumi
- Gajush
- Alk

- Datos: Q2737814